# Stefania Bachman
Stefania Bachman z domu Augustin, ps. „Wiera” (ur. 2 lutego 1920 we Lwowie, zm. 29 lipca 2007 w Koluszkach) – polska technolożka żywienia, profesorka Politechniki Łódzkiej.

## Życiorys
W 1938 roku rozpoczęła studia na Wydziale Rolno-Leśnym Politechniki Lwowskiej. W czasie II wojny światowej była żołnierką ZWZ AK we Lwowie. Po wojnie ukończyła studia na Akademii Rolniczej w Warszawie (SGGW) w roku 1948, specjalizując się w chemii rolnej i gleboznawstwie. W latach 1946–1950 pracowała w WSUW w Łodzi, a po przeniesieniu WSUW do Olsztyna, podjęła w 1950 roku pracę na Wydziale Chemii Spożywczej Politechniki Łódzkiej, gdzie zorganizowała Zakład Surowców Roślinnych Przemysłu Spożywczego.
W 1963 roku uzyskała stopień naukowy doktora, a w 1973 stopień doktora habilitowanego na Wydziale Chemii Spożywczej Politechniki Łódzkiej. Tytuł profesora uzyskała w 1985 roku.
W latach 1946–1969 prowadziła także wykłady zlecone w Uniwersytecie Łódzkim. W roku 1969 podjęła pracę w Międzyresortowym Instytucie Techniki Radiacyjnej PŁ, organizując zakład z tematyki badawczą z zakresu radiacyjnej chemii spożywczej, w czym pomocnym było ukończenie międzynarodowego kursu Food Preservation by Irradiation w USA na MIT (Dep. Food Science and Technology) oraz zapoznanie się z urządzeniami i badaniami dotyczącymi radiacyjnego utrwalania żywności w wielu ośrodkach przemysłowych i naukowych USA, krajów europejskich i Azji.
Była współautorką dwu podręczników, a w swym dorobku posiadała 106 publikacji naukowych, w tym 12 przeglądowych, 127 wystąpień na zjazdach krajowych oraz 62 na międzynarodowych, 21 opracowań dla przemysłu spożywczego oraz 4 patenty. Wypromowała 5 doktorów. W ramach popularyzacji wiedzy wygłosiła wiele referatów w towarzystwach naukowych i technicznych NOT, PKE. PTGIeb, na Uniwersytecie III wieku; w latach 1945–1960 prowadziła pogadanki radiowe.
Jej głównymi kierunkami tematycznymi były agrochemia gleby i roślin, fitochemia i technologia surowców roślinnych przemysłu spożywczego, chemia i technika radiacyjna w układach naturalnych i modelowych.
Była wieloletnią członkinią Związku Młodzieży Wiejskiej RP „Wici”, Zjednoczonego Stronnictwa Ludowego, Związku Nauczycielstwa Polskiego oraz Polskiego Towarzystwa Badań Radiacyjnych.
Zmarła 29 lipca 2007. Została pochowana 3 sierpnia na cmentarzu parafialnym w Koluszkach.

## Odznaczenia i wyróżnienia
Odznaczona m.in. Krzyżem Orderu Virtuti Militari V klasy (dwukrotnie), Krzyżem Kawalerskim Orderu Odrodzenia Polski, Krzyżem Armii Krajowej, Odznaką Akcji „Burza” i Odznaką „Weterana Walk o Niepodległość”. Honorowa mieszkanka miasta Łodzi.